# Scea cyanea
Scea cyanea är en fjärilsart som beskrevs av Louis Beethoven Prout 1920. Scea cyanea ingår i släktet Scea och familjen tandspinnare. Inga underarter finns listade.